# Angela Merkel
Angela Dorothea Merkel, (pronunție în germană /ˈaŋ.ɡeːla doʁoˈteːa ˈmɛʁ.kl̩ / (v. AFI), (n. Kasner, n. 17 iulie 1954, Hamburg, Republica Federală Germania) este o politiciană germană care a deținut calitatea de prima femeie cancelară din istoria Republicii Federale Germania. A fost aleasă în această funcție la data de 22 noiembrie 2005 de către Bundestag, parlamentul german, realeasă la 28 octombrie 2009, 17 decembrie 2013 și 14 martie 2018. A îndeplinit această funcție până la 8 decembrie 2021, atunci când Olaf Scholz a fost însărcinat de Bundestag în funcția de cancelar federal al Germaniei.

## Originea
Tatăl Angelei Merkel a fost pastorul luteran Horst Kasner (1926-2011). Mama ei, Herlind Kasner (1928-2019), născută Jentzsch, a fost de profesie profesoară de latină și engleză. Imediat după nașterea Angelei familia s-a mutat de la Hamburg (RFG) în RDG. În 1978 Merkel și-a încheiat studiul fizicii la Universitatea Karl Marx din Leipzig. În 1986 și-a dat doctoratul în fizică, dobândind titlul „Dr. rer. nat.”. În timpul școlii și al facultății a fost membră a organizației de tineret socialiste Freie Deutsche Jugend (FDJ) (Tineretul German Liber), fără a deveni și membră de partid. Merkel a trăit în RDG până la prăbușirea acesteia și Reunificarea Germaniei din 1989-1990.
Între 1977 și 1982 a fost căsătorită cu fizicianul Ulrich Merkel. Din 1998 încoace este căsătorită cu chimistul Joachim Sauer. Ambele căsătorii au rămas fără copii.

## Cariera politică de după reunificarea Germaniei
Între 1991 și 1994, Merkel a fost ministru federal pentru probleme de femei și tineret în cabinetul Kohl IV și, între 1994 și 1998, ministru federal al mediului în cabinetul Kohl V.
Între 2000-2018 Merkel a fost președinta partidului Uniunea Creștin-Democrată (CDU). La alegerile federale germane din anul 2005 a fost aleasă ca membră a parlamentului german, reprezentând electoratul unei circumscripții electorale din landul Mecklenburg - Pomerania Inferioară. În presă, mai ales în cea britanică, Merkel a fost frecvent comparată cu fostul prim-ministru britanic Margaret Thatcher, fiindcă ambele sunt femei care fac parte din partide conservatoare, având și un stil de conducere asemănător.
La 10 octombrie 2005 partidele CDU, CSU și SPD au căzut de acord ca Merkel să fie propusă în fața Bundestagului pentru fotoliul de cancelar federal. La data de 22 noiembrie 2005 Bundestagul a ales-o pe Merkel în funcția de cancelar federal, cu 397 de voturi pentru, 212 împotrivă și 12 abțineri.
După noile alegeri federale din 2009 s-a creat o nouă coaliție guvernamentală, de data aceasta între fracțiunea parlamentară CDU/CSU ("Uniunea creștină") și FDP (liber-democrații). Noul parlament (Bundestag) a reales-o pe Merkel drept cancelar al Germaniei. Merkel și-a numit apoi miniștrii, având drept nou vicecancelar și în același timp nou ministru de externe pe Guido Westerwelle, președintele FDP. Acest nou guvern a primit numele „Cabinetul Merkel II”.
În urma alegerilor federale din 2013 a format o coaliție mare (CDU/CSU-SPD). În data de 17 decembrie 2013 Angela Merkel a fost aleasă de Bundestag pentru a treia oară în funcția de cancelar federal. Pe 14 martie 2018 a fost realeasă.
În noiembrie 2018 Angela Merkel a anunțat că nu va candida la alegerile federale din 2021.

## Distincții
În 2008 ea a primit Premiul Carol cel Mare.
În anul 2009 a fost numită pentru prima oară de revista Forbes Magazine drept cea mai puternică femeie din lume.
La 12 octombrie 2010 Angelei Merkel i-a fost acordat titlul de Doctor Honoris Causa al Universității "Babeș-Bolyai" din Cluj, pentru "contribuția de importanță istorică la unificarea europeană și pentru rolul de importanță mondială jucat în înnoirea cooperărilor internaționale".
În 2023 a fost distinsă cu Marea Cruce a Ordinul de Merit al Republicii Federale Germania.